# Pseudopoda roganda
Pseudopoda roganda là một loài nhện trong họ Sparassidae.
Loài này thuộc chi Pseudopoda. Pseudopoda roganda được miêu tả năm 2007 bởi Peter Jäger & Vedel.